# Barwe jezik
Barwe jezik (ISO 639-3: bwg; balke, cibalke), nigersko-kongoanski jezik centralne bantu skupine u zoni N, kojim govori oko 17 000 ljudi (2006) u mozambijskoj provinciji Tete.
Zajedno s jezicima kunda [kdn] (Zimbabve), nyungwe [nyu] (Mozambik), phimbi [phm] (Mozambik), sena [seh] (Mozambik) i malavijski sena [swk] (Malavi) čini podskupinu sena s kojom ulazi u sastav jezične skupine senga-sena (N.40)
1. ↑  Ethnologue (16th)

## Vanjske poveznice
- Ethnologue (14th)
- Ethnologue (15th)